# Nummi (Lohja)

Wappen von Nummi

Nummi [ˈnumːi] ist eine ehemalige Gemeinde in der finnischen Landschaft Uusimaa und heute ein Teil der Stadt Lohja.

## Geografie

### Lage
Nummi liegt im Westen der südfinnischen Landschaft Uusimaa rund 25 Kilometer nordwestlich der Kernstadt von Lohja und 70 Kilometer nordwestlich der Hauptstadt Helsinki. Das ehemalige Gemeindegebiet von Nummi hat eine Fläche von 196 Quadratkilometern. Die Einwohnerzahl der Gemeinde betrug zuletzt 2915 (Stand: 1973). Im ehemaligen Gemeindegebiet von Pusula befinden sich zwei Siedlungszentren: Das am Südende des Pitkäjärvi-Sees gelegene Kirchdorf Nummi, das 512 Einwohner zählt, sowie der Ort Saukkola mit 1038 Einwohnern (Stand: 31. Dezember 2011).

## Geschichte
Nummi war ab dem 17. Jahrhundert eine Kapellengemeinde des Kirchspiels Lohja. 1863 wurde Nummi als eigenständige Kirchengemeinde aus Lohja gelöst. Als 1865 die Verwaltung der Landgemeinden von der Kirchenverwaltung getrennt wurde, wurde Nummi zu einer politischen Gemeinde. 1981 vereinigte sich Nummi mit der Nachbargemeinde Pusula zur Gemeinde Nummi-Pusula, die wiederum 2013 in die Stadt Lohja eingemeindet wurde. 

## Kultur und Sehenswürdigkeiten

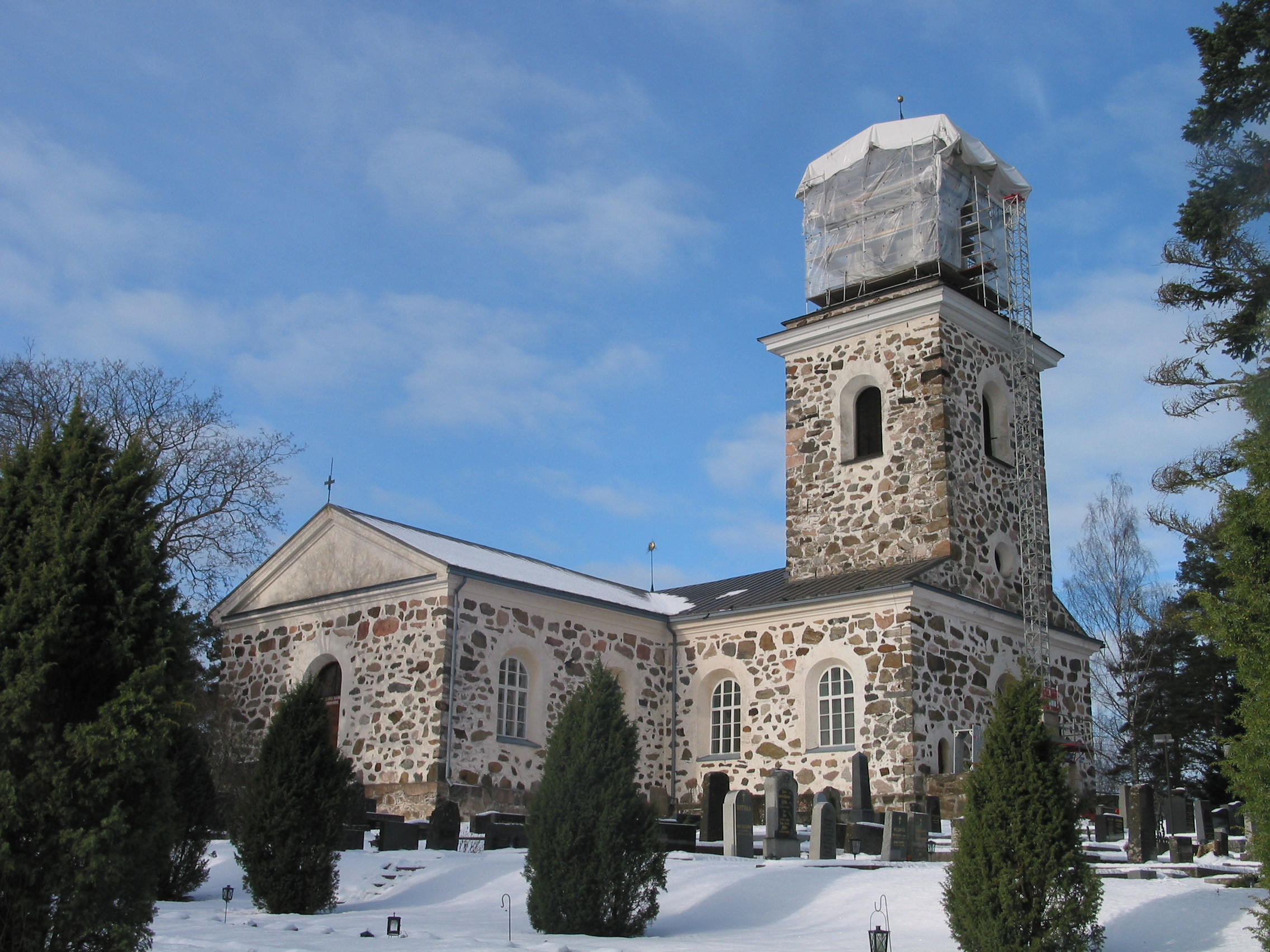
Die Kirche von Nummi

Zu den Sehenswürdigkeiten von Nummi gehört die im Jahr 1822 nach Plänen von A. N. Edelcranz fertiggestellte Kirche von Nummi. Die neoklassizistische Kreuzkirche zeichnet sich durch die Nutzung von Feldstein, einem für jene Architekturepoche seltenen Baustoff, aus. Die Kanzel im Kircheninneren stammt noch aus dem hölzernen Vorgängerbau aus dem Jahr 1635. Noch älter ist das Kruzifix der Kirche, das wohl aus dem späten 14. Jahrhundert stammt.

## Persönlichkeiten
- Esa Saario (* 1931), Schauspieler